# Uroš Šerbec
Uroš Šerbec, slovenski rokometaš, * 15. februar 1968, [[Celje].
Šerbec je za slovensko reprezentanco odigral 120 tekem in dosegel 476 golov.Igral je na SP 1995 na Islandiji ter Olimpijskih igrah leta 2000 v avstralskem Sydneyju. Tedaj je bil kapetan reprezentance, ki je osvojila osmo mesto. Na klubskem prizorišču je igral za RK Krško (od leta 1980 do 1989), RK Gorenje Velenje (od leta 1989 do 1991), Celje Pivovarno Laško (od leta 1991 do 2001), RK Slovan Ljubljana (od 2002 do 2003), RK Dol pri Hrastniku (od leta 2003 do 2005) in ponovno RK Krško (od leta 2005 do 2008). Od leta 2010 je bil trener v RK Krško in ga je že v prvem letu pripeljal v prvo ligo.Že v prvi sezoni se je klub pod njegovo taktirko uvrstil v ligo za prvaka Slovenije.Pred tem pa trener RK Maribor. Na nacionalni TV je strokovni komentator ob prenosih rokometnih tekem. Doma je iz Brestanice, trenutno pa vodi RK Drava Ptuj.